# جيمس ك. راندال
جيمس ك. راندال (بالإنجليزية: James K. Randall)‏ هو عالم موسيقى وملحن أمريكي، ولد في 16 يونيو 1929 في كليفلاند في الولايات المتحدة، وتوفي في 28 مايو 2014.

## وصلات خارجية
- جيمس ك. راندال على موقع ميوزك برينز (الإنجليزية)
- جيمس ك. راندال على موقع ديسكوغز (الإنجليزية)